# Inotropie
Inotropie  (řecky: pohybující se)  je ovlivnění síly svalového stahu, zpravidla srdečního svalu. Pozitivní inotropie znamená zesílení svalové kontrakce  např. zvýšením aktivity sympatika, negativní inotropie je charakterizována  poklesem síly svalové kontrakce např. zvýšením aktivity parasympatika. Léky ovlivňující sílu kontrakce srdečního svalu se nazývají inotropika.

## Lékařské využití
Pozitivní a negativní inotropika jsou používána při léčbě různých kardiovaskulárních chorob.  Jedním z nejdůležitějších faktorů, které ovlivňují inotropní stav je hladina vápníku v cytoplazmě svalové buňky. Pozitivní inotropika obvykle zvyšují koncentraci vápníku, zatímco negativní inotropika snižují. 

## Pozitivní inotropní látky
Zvýšením koncentrace intracelulárního vápníku  nebo zvýšením  citlivosti proteinových receptorů na vápník, pozitivně inotropní látky mohou zvýšit kontraktilitu myokardu. Koncentrace intracelulárního vápníku může být zvýšena jeho vyšším vstupem do buňky nebo stimulací jeho uvolnění ze sarkoplazmatického retikula.
Vápník může projít jedním ze dvou kanálů: L-typem vápníkového kanálu (dlouhá životnost) a T-typ vápníkových kanálů (přechodný). Tyto kanály reagují na změny napětí na membráně jinak: L-typ kanály reagují na vyšší membránové potenciály, otevírají se pomaleji, ale jsou otevřené déle než T-typ kanály.
L-typ kanály jsou důležité při trvání akčního potenciálu, zatímco T-typ kanály jsou důležité pro jeho zahájení.
Zvýšením intracelulárního vápníku pomocí působení L-typ kanálu lze akční potenciál udržet déle, a proto, zvyšuje kontraktilitu.
Pozitivní inotropika se užívají na podporu srdeční funkce při dekompenzované srdečním selhání, kardiogenním šoku, septickém šoku, infarktu myokardu, kardiomyopatie, atd.
Příklady pozitivní inotropní látky patří:
- Digoxin
- Amiodaron
- Berberin
- Vápník
- Vápník senzibilizující
  - Levosimendan
- Katecholaminy
  - Dopamin
  - Dobutamin
  - Dopexamine
  - Epinefrin (adrenalin)
  - Isoprenalin (isoproterenol)
  - Norepinefrin (noradrenalin)
- Angiotenzin II
- Eikosanoidy
  - Prostaglandiny[3]
- Inhibitorů fosfodiesterázy
  - Enoximon
  - Milrinon
  - Amrinone
  - Theofylin
- Glukagon
- Inzulín

## Negativní inotropní látky
Negativní inotropní látky snižují myokardiální kontraktilitu a jsou využívány ke snížení srdeční zátěže při angině pectoris. Zatímco negativní inotropie může vyvolat nebo zhoršit srdeční selhání, některé beta-blokátory (např. karvedilol, bisoprolol a metoprolol) pravděpdoobně  vedou k snížení morbidity a mortality po městnavém srdečním selhání.
Příklady negativní inotropní látky patří:
- Beta-blokátory
- Non-dihydropyridinové blokátory vápníkového kanálů
  - Diltiazem
  - Verapamil
  - Clevidipine

Třídy IA antiarytmika, jako jsou
- Chinidin
- Prokainamid
- Disopyramid

Třída IC antiarytmika, jako jsou
- Flekainid